# Simon Binezero Mambo
 (avril 2022).
Pour les articles homonymes, voir Mambo (homonymie).
Simon Binezero Mambo est un médecin congolais né le 11 décembre 1996 à Goma, au Nord-Kivu, en République démocratique du Congo. Il est deux fois vainqueur du prix Jeune champion pionnier du Planning familial par l'organisation internationale ICFP en 2018 et en 2022.

## Biographie
De son vrai nom Bine Mambo, Simon est détenteur d'un diplôme de Master en santé publique à l'Université internationale d'Afrique orientale à Kampala en Ouganda. Passionné par la santé sexuelle et reproductive, Simon Binezero est membre cofondateur et coordinateur national de Youth Alliance for reproductive health, une organisation des jeunes qui œuvre dans la santé sexuelle et reproductive.